# Pigny
Pigny é uma comuna francesa na região administrativa do Centro, no departamento Cher. Estende-se por uma área de 8,12 km². Em 2010 a comuna tinha 1 000 habitantes (densidade: 123,2 hab./km²).